# THE MATCH 2022
Yogibo presents THE MATCH 2022（ヨギボー・プレゼンツ・ザ・マッチ2022）は、日本のキックボクシング大会の一つ。2022年6月19日に東京都文京区東京ドームで開催された。

## 概要
2021年12月24日、那須川天心VS武尊の試合開催を正式発表。
2022年4月7日、今大会を企画・実施する実行委員会のメンバーとして、榊原信行株式会社ドリームファクトリーワールドワイド（RIZIN運営会社）代表、中村拓己K-1プロデューサー、伊藤隆RISE代表の3名、両選手立会の下記者会見。試合方式と大会名を発表した。また、中立の舞台で全10～15試合（※基本立ち技のみ）が予定される。チケットは最前列300万円という日本格闘技史上最高額に設定。
2022年4月22日、実行委員会の3名よりK-1及びRISE両団体所属選手対抗戦による追加カード8カードが発表された。
2022年5月4日、一般席も含めた前売りチケットがソールドアウトとなったことが発表された。
2022年5月19日、海人VS野杁正明をはじめとした追加カード4カードが発表された。
2022年5月30日、山田洸誓VS安保瑠輝也をはじめとした追加カード3カードが発表され、全16カードが出揃った。那須川天心の弟である那須川龍心VS大久保琉唯がオープニングファイトとして、開会式の前に行われることも明らかになった。
2022年6月9日、『THE MATCH 2022』の事前特別番組がABEMAにて放映され、全対戦カード及び試合順が発表された。また試合で使用するグローブはウイニング製、60kg未満は6オンス、72.5kg未満が8オンス、72.5kg以上が10オンスとなり、リングサイズは6.5メートル四方となることが明らかになった。
2022年6月10日、『THE MATCH 2022』のラウンドガールがK-1、RISE、RIZINから4人ずつ、12名が選出された。
2022年6月13日、『THE MATCH 2022』の大会テーマソングが10-FEETの「aRIVAL」に、また大会の冠協賛に「Yogibo」が決定したと発表した。
2022年6月15日、『THE MATCH 2022』のキックボクシングルールが公開された。
2022年6月18日、前日計量及び記者会見が行われ、出場する全32選手が計量をパスした。なお、同大会ではコーナー名を「赤コーナー／青コーナー」から「タイガーコーナー／ドラゴンコーナー」に変更することも決定した。

### 放送・配信

#### 地上波（フジテレビ→独立局）
当初はフジテレビが2時間の生中継を行うことを予定していたが、後に同社のウェブサイトにて本大会を放送しないことを2022年5月31日に発表した。その後、同年7月下旬から8月下旬までの間にTOKYO MXを始めとする全国独立放送協議会加盟全13局にて、ABEMA配信分の内容に加え、一部の未公開分を再構成した上で順次録画放送することを同年6月18日に発表した。
| 放送地域 | 放送局                         | 放送日時                          | 備考                                       |
| -------- | ------------------------------ | --------------------------------- | ------------------------------------------ |
| 東京都   | 東京メトロポリタンテレビジョン | 2022年7月24日（日） 19:00 - 21:00 | MX1で放送。 試合会場の東京ドームの地元局。 |
| 岐阜県   | 岐阜放送                       | 2022年8月3日（水） 19:00 - 21:00  |                                            |
| 三重県   | 三重テレビ放送                 | 2022年8月3日（水） 19:54 - 21:55  |                                            |
| 埼玉県   | テレビ埼玉                     | 2022年8月6日（土） 19:00 - 21:00  |                                            |
| 京都府   | 京都放送                       | 2022年8月6日（土） 19:00 - 21:00  |                                            |
| 栃木県   | とちぎテレビ                   | 2022年8月7日（日） 19:00 - 21:00  |                                            |
| 和歌山県 | テレビ和歌山                   | 2022年8月7日（日） 19:00 - 21:00  |                                            |
| 神奈川県 | テレビ神奈川                   | 2022年8月12日（金） 19:00 - 21:00 |                                            |
| 兵庫県   | サンテレビジョン               | 2022年8月13日（土） 19:30 - 21:24 |                                            |
| 千葉県   | 千葉テレビ放送                 | 2022年8月14日（日） 19:00 - 21:00 | 那須川の出身地（松戸市）の地元局。         |
| 滋賀県   | びわ湖放送                     | 2022年8月14日（日） 19:00 - 21:00 |                                            |
| 奈良県   | 奈良テレビ放送                 | 2022年8月14日（日） 19:00 - 21:00 |                                            |
| 群馬県   | 群馬テレビ                     | 2022年8月21日（日） 19:00 - 21:00 |                                            |

#### その他
この他、PPV形式にてABEMAで全試合生配信された。また、メインイベントである那須川天心 対 武尊戦の反響を受けて、2022年6月20日夜に該当試合のノーカット版を無料配信した。PPV大会を視聴するチケットの券売は50万を突破し、同時接続者数は「ABEMA PPV ONLINE LIVE」における最高数字を記録した。

## 対戦カード
オープニングファイト 53kg契約 3分3R延長1R
× 那須川龍心 vs.  大久保琉唯○
3R終了 判定0-3（29-30、29-30、29-30）
第1試合 55kg契約 3分3R延長1R
○ 鈴木真彦 vs.  金子晃大×
3R終了 判定2-0（30-28、30-29、29-29）
第2試合 55kg契約 3分3R延長1R
× 志朗 vs.  玖村将史○
3R終了 判定0-3（28-29、28-30、28-30）
第3試合 55kg契約 3分3R延長1R
○ 江幡睦 vs.  璃明武×
3R終了 判定1-0（30-29、30-30、30-30）
延長R　判定2-1（10-9、10-9、9-10）
第4試合 53kg契約 3分3R延長1R
○ 風音 vs.  黒田斗真×
3R終了 判定1-1（30-29、29-29、29-30）
延長R　判定3-0（10-9、10-9、10-9）
第5試合 60kg契約 3分3R延長1R
○ 笠原友希 vs.  中島千博×
3R終了 判定3-0（30-27、30-28、30-28）
第6試合 100kg契約 3分3R延長1R
× 内田雄大 vs.  マハムード・サッタリ○
1R KO 1:18（右ストレート→左フック）　
第7試合 100kg契約 3分3R延長1R
× 山下力也 vs.  シナ・カリミアン○
3R終了 判定0-3（28-29、28-30、28-30）
第8試合 71kg契約 3分3R延長1R
× “ブラックパンサー”ベイノア  vs.  和島大海○
3R終了 判定0-3（24-30、24-30、24-30）
第9試合 オープンフィンガーグローブマッチ 62kg契約 3分3R延長1R
○ YA-MAN vs.  芦澤竜誠×
1R KO 1:49（左フック）
第10試合 62kg契約 3分3R延長1R
○ 中村寛 vs.  レオナ・ペタス×
3R終了 判定2-0（30-29、30-29、30-30）
第11試合 63kg契約 3分3R延長1R
× 白鳥大珠 vs.  ゴンナパー・ウィラサクレック○
1R TKO 2:42（レフェリーストップ：右フック）
第12試合 67kg契約 3分3R延長1R
× 山田洸誓 vs.  安保瑠輝也○
3R終了 判定0-3（29-30、29-30、29-30）
第13試合 65kg契約 3分3R延長1R
○ 原口健飛 vs.  山崎秀晃×
2R TKO 0:33（レフェリーストップ）
第14試合 セミファイナル 68.5kg契約 3分3R延長1R
○ 海人  vs.  野杁正明×
3R終了 判定0-0（30-30、30-30、30-30）
延長R　判定3-0（10-9、10-9、10-9）
第15試合 メインイベント キックボクシングルール（ワンキャッチ・ワンアタック） 58kg契約（当日の戻し体重は4.0kgまで） 3分3R延長1R
○ 那須川天心 vs.  武尊×
3R終了 判定5-0（30-27、30-28、30-28、30-28、29-28）

## 大会詳細
実行委員
- 榊原信行（RIZINCEO）、中村拓己（K-1プロデューサー）、伊藤隆（RISE代表）

THE MATCH 2022 キックボクシングルール
- 全試合3分3R延長1Rで行われ、引き分けなしのマスト判定で勝敗を決める（延長は延長ラウンドのみの採点）
- スリーノックダウン制（1R中に3回のダウンがあった場合、TKOとなる）
- ジャッジは3名のジャッジによる各ラウンド10点法で採点（ジャッジは判定基準に基づき各ラウンド10点法にて採点。延長Rの採点は延長Rのみの試合内容にて各ジャッジが必ずどちらか一方の選手を勝者とするマスト評価にて優劣を決定）

※那須川天心vs.武尊戦はジャッジは「5名」のジャッジによる5ジャッジ制
- 有効な打撃
  - パンチ＝ストレート、フック、アッパー、バックスピンブロー
  - キック＝前蹴り、ローキック、ミドルキック、ハイキック、サイドキック、バックキック、内股への蹴り、飛び蹴り、ヒザ蹴り
- つかみは攻撃が伴う瞬間的なもののみ有効（相手選手の頭部をつかんだ際は瞬間的にヒザ打撃のみ有効、相手選手の蹴り足をつかむ行為、攻撃は一切禁止）
- 判定基準（1.ダウン数、2.相手に与えたダメージ、3.クリーンヒット数、4.積極性）
- 主な反則行為
  - 相手選手の蹴り足をつかむ行為、相手選手の頭部をつかんでからの連続攻撃、頭突き、ヒジによる攻撃、金的への攻撃、グローブ装着部分以外での攻撃、技の掛け逃げなどの消極的行為

※両手または片手でつかんでからの連続攻撃は反則であるが、瞬間的な攻撃は有効としてヒザ蹴り1発のみを有効とする（片手で相手の首や後頭部をつかみ、パンチを打つ行為は反則）
※相手をつかまないヒザ蹴り（テンカオ）に関しては連続で攻撃をしても有効。
※有効な打撃を加えるためのつかみで無いとレフェリーが判断した場合はブレイクを命じる。
- 第15試合の那須川天心vs.武尊、第14試合の海人vs.野杁正明、第13試合の原口健飛vs.山崎秀晃の3試合は全ラウンド点数を公開するオープンスコアリング方式

グローブ
- ウイニング製
  - 60kg未満：6オンス
  - 72.5kg未満：8オンス
  - 72.5kg以上：10オンス

リングサイズ
- 6.5メートル四方

コーナー名
- 「赤コーナー／青コーナー」から「タイガーコーナー／ドラゴンコーナー」に変更

ラウンドガール
- K-1、RISE、RIZINから4人ずつ、12名が選出
  - K-1：堀尾実咲、宮野真菜、キャシー凛、小湊美月
  - RISE：大貫彩香、桜りん、高橋凛、宮原華音
  - RIZIN：東海林里咲、山口梓、加奈、荒井つかさ

大会テーマソング
- 10-FEET「aRIVAL」